# Neurigona nigritibialis
Neurigona nigritibialis är en tvåvingeart som beskrevs av Robinson 1964. Neurigona nigritibialis ingår i släktet Neurigona och familjen styltflugor.
Artens utbredningsområde är Tennessee. Inga underarter finns listade i Catalogue of Life.